# Русских, Поликарп Андреевич
Поликарп Андреевич Русских (1892 — ?) — советский хозяйственный, государственный и политический деятель.

## Биография
Родился в 1892 году на территории современной Удмуртии. В 1903 году окончил начальную земскую школу.
С 1903 года крестьянствовал, затем заведовал Можгинском уездным земельным управлением. В 1929 году был избран первым председателем Можгинского районного исполкома; председатель Балезинского районного исполнительного комитета. Член ВКП(б).
С 27 марта 1941 по июнь 1944 года — начальник Статистического управления Удмуртской АССР. С октября 1944 по январь 1946 года руководил Брестским областным статистическим управлением.
Избирался депутатом (от Удмуртской АССР) Совета Национальностей Верховного Совета СССР 1-го созыва (1937—1946).